# Laurențiu Profeta
Laurențiu Profeta (Bucarest, 12 janvier 1925 – Bucarest, 22 août 2006) est un compositeur roumain.

## Biographie
Laurențiu Profeta étudie de 1945 à 1949 à l'université nationale de musique de Bucarest : la théorie et le solfège avec Ioan Dumitru Chirescu, l'harmonie avec Paul Constantinescu, le contrepoint et la composition avec Alfred Mendelsohn (ro), le piano avec Silvia Căpățână, l'histoire de la musique avec Vasile Popovici (ro), puis il poursuit sa formation au conservatoire de Moscou (1954–1956).
Laurențiu Profeta est également un passionné de philosophie et suit parallèlement les cours de la faculté de philosophie de Bucarest, dont il est diplômé.
Il étudie notamment la composition avec Alfred Mendelsohn, le piano avec Florica Musicescu. Grâce à ses très bons résultats à l'université, il reçoit une bourse d'études au conservatoire Tchaïkovski de Moscou, où il étudie la composition avec Messner, la polyphonie avec Golubev, l'harmonie avec Bercov et les formes musicales avec Zukerman,.
Entre 1949 et 1953, il a été directeur adjoint de la Société de radiodiffusion roumaine, puis à la tête du département de la musique du ministère de la Culture (1953-1955, 1959-1961),. En 1968, il devient secrétaire de l'union des compositeurs à Bucarest.
Passionné de littérature et de philosophie, il a publié des articles dans Muzica, Studii de Muzicologie, Scînteia, Contemporanul, România Liberă, Flacăra, etc.
Il a tenu des conférences, des communications et des communications scientifiques dans le pays et à l'étranger (Rome, 1962).
Il a fait partie du jury national et international de concours musicaux représentant la Roumanie à Paris, Rome, Vienne, Berlin, Prague, etc.
Il a composé la musique du film De-aș fi Peter Pan (Je serai Peter Pan) en 1991.
Il a également écrit une comédie musicale pour le théâtre d'État, au sujet d'un Păcală judéen, Hershale.

## Prix et distinctions
- Prix Georges Enesco (1946)
- Troisième prix Georges Enesco de composition (1953)
- Mention au concours international du Festival international de la jeunesse à Vienne (1959)
- Ordonnance sur le travail de classe III (1959)
- Troisième prix, Mamaia (1969)
- Ordre du mérite Classe culturelle III - a (1969)
- Grand prix de l'Union des compositeurs (1968, 1969, 1977, 1984)
- Grand prix de l'Union des compositeurs et musicologues (1999)
- Premier prix au Festival national des enfants au Caire (1999)
- Diplôme d’excellence pour l’ensemble de son œuvre (Festival Mamaia, 2000)[3].

## Œuvres
La musique de Laurențiu Profeta se caractérise par une tendance rhapsodique et de riches harmonies. Il écrit des œuvres dans tous les genres, notamment de la musique pour enfants et de la musique légère. Il laisse des œuvres pour la scène : trois ballets, une opérette (Povestea micului Pan, 1983), de la musique vocale, de la musique pour orchestre, des mélodies, des œuvres pour chœur, ainsi que pour des films.